# Remlingen, Remlingen-Semmenstedt
Remlingen är en ortsteil i kommunen Remlingen-Semmenstedt i Landkreis Wolfenbüttel i förbundslandet Niedersachsen i Tyskland. Remlingen var en kommun fram till 1 november 2016 när den uppgick i Remlingen-Semmenstedt. Kommunen Remlingen hade 1 824 invånare 2016.